# Knapdale

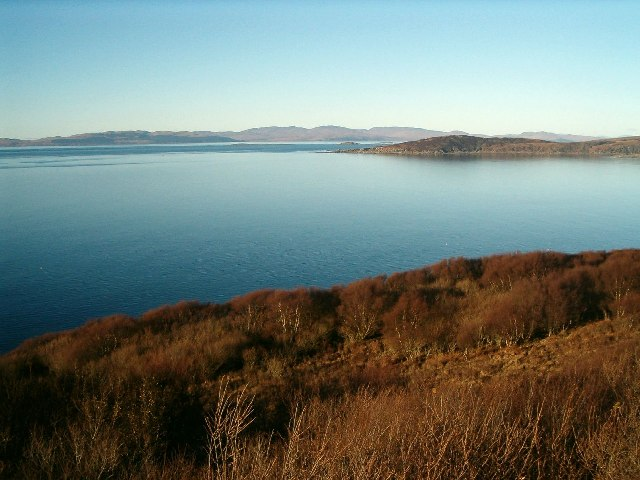
Knapdale im Bezirk Argyll

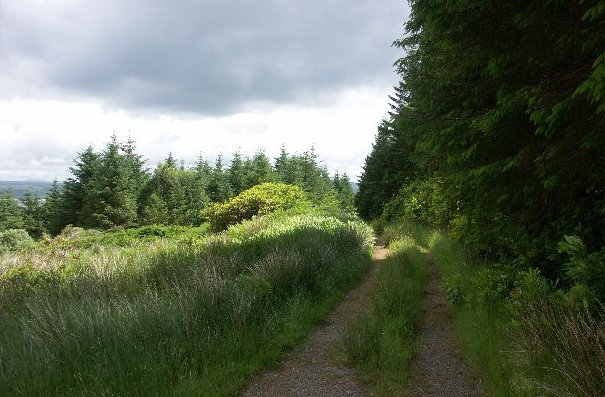
Waldregion in Knapdale

Knapdale (schottisch-gälisch Cnapadal) ist ein ländlicher Bezirk in der Region Argyll and Bute in Schottland. Es bildet den unmittelbar nördlich des Loch of Tarbert an die Halbinsel Kintyre anschließenden Bereich. Hier leben weniger als 2.400 Personen (Stand 2010). Knapdale umfasst die Bezirke North Knapdale und South Knapdale. Der Bezirk zählt zu den schottischen National Scenic Areas.
Knapdale weist einen großen Waldbestand auf, der in den 1930er Jahren aufgeforstet wurde. Es gehörte zu den Maßnahmen, die gegen die damalige Arbeitslosigkeit durchgeführt wurden. Zu den bei den Aufforstungsarbeiten beschäftigten Personen zählten viele, die in den Minen und der Schwerindustrie Schottlands gearbeitet hatten. Während des Zweiten Weltkrieges befanden sich in Knapdale auch einige Lager für Kriegsgefangene.
Ab 2009 wurden auf Knapdale versuchsweise das erste Mal in Schottland die ursprünglich hier beheimateten Europäischen Biber wieder eingeführt. Das Programm wurde von der schottischen Naturschutzbehörde Scottish Natural Heritage (seit 2020 NatureScot) überwacht. In einer ersten Tranche wurden bis 2014 16 Biber ausgewildert und 2016 beschlossen, dass eine selbständige Ausbreitung der Biberpopulation über Knapdale hinaus akzeptiert würde. Ab 2017 folgten weitere 28 Biber, die aus Bayern stammten.